# Mistrzostwa Polski Par Klubowych na Żużlu 1976
Mistrzostwa Polski Par Klubowych na Żużlu 1976 – zawody żużlowe, mające na celu wyłonienie medalistów mistrzostw Polski par klubowych w sezonie 1976. Rozegrano trzy turnieje eliminacyjne oraz finał, w którym zwyciężyli zawodnicy Stali Gorzów Wielkopolski.

## Finał
- Gdańsk, 22 sierpnia 1976

| Miejsce | Kluby                 | Suma | Zawodnicy                        | Punkty                            |
| ------- | --------------------- | ---- | -------------------------------- | --------------------------------- |
| złoto   | Stal Gorzów Wlkp.     | 29   | Edward Jancarz Jerzy Rembas      | 14 (3,2,3,3,2,1) 15 (2,3,2,2,3,3) |
| srebro  | Sparta Wrocław        | 22   | Robert Słaboń Ryszard Jany       | 10 (1,2,3,0,1,3) 12 (0,3,2,2,3,2) |
| brąz    | Włókniarz Częstochowa | 22   | Andrzej Jurczyński Marek Cieślak | 7 (1,1,2,1,0,2) 15 (2,3,3,3,1,3)  |
| 4       | ROW Rybnik            | 15   | Piotr Pyszny Andrzej Tkocz       | 5 (3,0,1,1,d,d) 10 (2,1,u,3,3,1)  |
| 5       | Wybrzeże Gdańsk       | 15   | Henryk Żyto Leszek Marsz         | 8 (1,3,1,1,2,d) 7 (0,2,w,3,1,1)   |
| 6       | Śląsk Świętochłowice  | 13   | Jan Mucha Jerzy Kochman          | 11 (3,1,–,2,2,3) 2 (0,0,1,0,0,1)  |
| 7       | Stal Toruń            | 10   | Janusz Plewiński Jerzy Kniaź     | 10 (1,2,1,2,2,2) 0 (0,0,0,0,0,0)  |